# 貝爾納·真吉尼
貝爾納·真吉尼（法語：Bernard Genghini，1958年1月18日—)，是一名前法國職業足球員，在場上司職中場。貝爾納·真吉尼出生於蘇茨上萊茵，他曾效力索察、聖伊天、摩納哥、塞維特、馬賽及波爾多。

## 國際賽生涯
真吉尼為法國國家足球隊上陣27次，射入6球。他曾為法國國家足球隊參加三項主要的國際比賽：1982年世界盃，他曾在對陣科威特和奧地利射入罰球，（法國最後奪得殿軍）、1984年歐洲國家盃（冠軍，在決賽中作為後備入替出場）和1986年世界盃（法國最後奪得季軍）。

## 個人生活
真吉尼具有意大利血統 ，是職業足球運動員本傑明·真吉尼的父親，本傑明·真吉尼曾效力索察。

## 外部連結
- 貝爾納·真吉尼 （页面存档备份，存于）於法國足球總會網頁
- 貝爾納·真吉尼於法國足球總會網頁 (存檔)